# Corydale dorée
Corydalis aurea
Espèce
Classification APG III (2009)
La Corydale dorée (Corydalis aurea) est une espèce de plantes à fleurs de la famille des Fumariaceae selon la classification classique, ou de celle des Papaveraceae selon la classification phylogénétique (APGIII). C'est une plante herbacée originaire d'Amérique du Nord.

## Taxonomie
La Corydale dorée comprend deux sous-espèces:
- Corydalis aurea subsp. aurea
- Corydalis aurea subsp. occidentalis (Engelm. ex A.Gray) G.B.Ownbey, 1947